# Marientor (Duisburg)

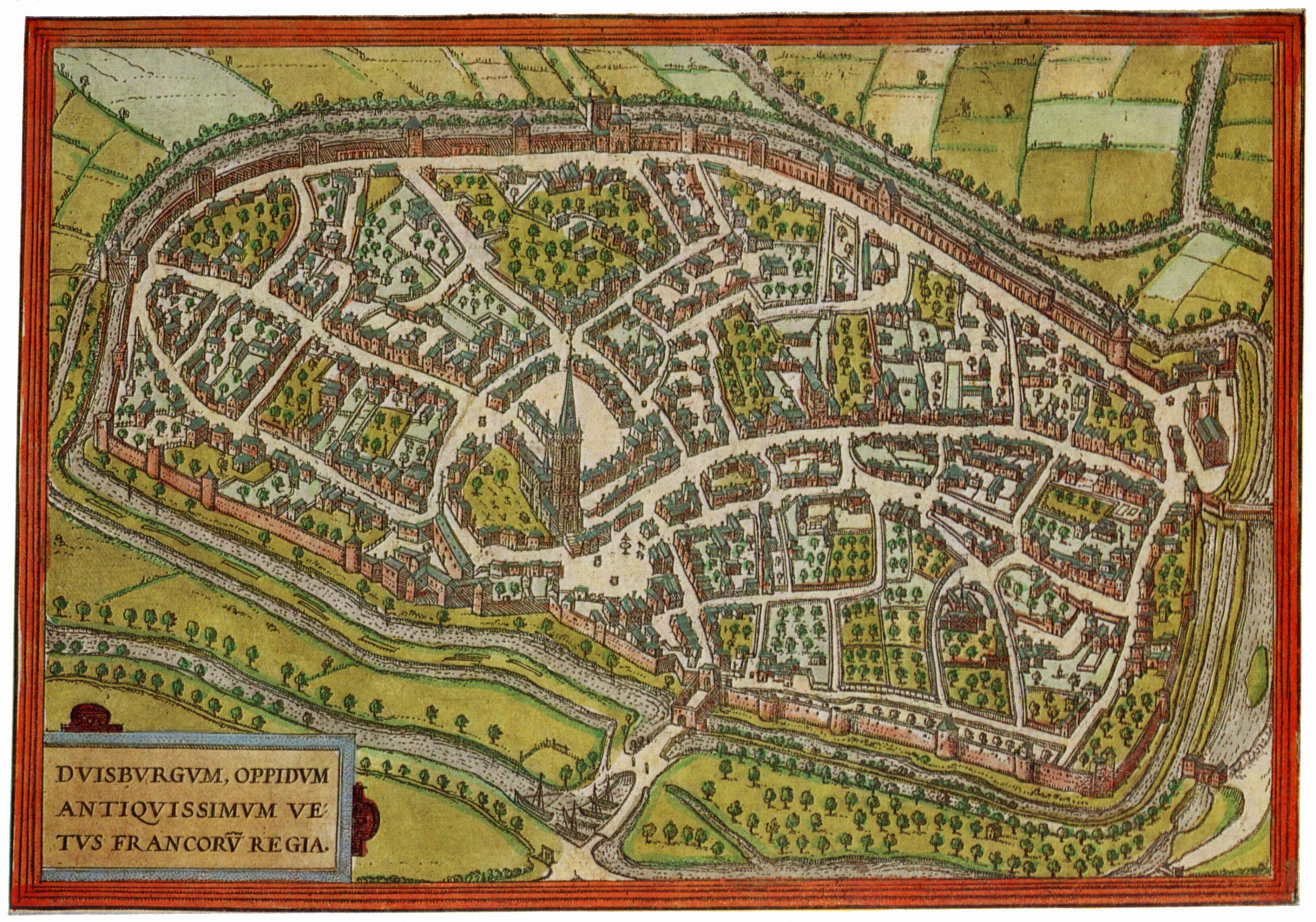
Marientor und Marienkirche (1566) am rechten Bildrand

Das Marientor ist ein Platz im Süden der Duisburger Altstadt. Seinen Namen hat er von einem der vier Haupttore Duisburgs, wie sie der Plan des Johannes Corputius von 1566 zeigt.
Auf dem Plan knickt die Stadtmauer ab und führt wie ein Ring um die Kirche herum: nach der Erweiterung der Stadtmauer im 13. Jahrhundert entlang der Unterstraße und Marientorstraße umschloss die Mauer nun auch die Marienkirche.
Das Tor lag unmittelbar nordwestlich der alten Marienkirche. Es wurde, wie auch das Stapeltor, im Jahre 1820 abgerissen.
Das Tor war durch ein Vorwerk und Wassergräben gesichert. Unmittelbar vor der Toranlage floss der Dickelsbach. Im Corputius-Plan wird er von einer Brücke überspannt.
Anfang des 20. Jahrhunderts kennzeichnete der Platz den Eingang zum Duisburger Geschäftsviertel mit Beek- und Münzstraße, welche zum Alten Markt und zum Burgplatz mit der Salvatorkirche führten.
Bis ins Jahre 1979 fuhr die Straßenbahn über den Marientorplatz. 1974 baute man die Marientorbrücke, die über den Platz als Stichautostraße zur Bundesautobahn A2 (heute Bundesautobahn A40) führte und den Platz zusehends unansehnlich machte.
Die in die Jahre gekommene Brücke bedarf der dringenden Sanierung. Allerdings fehlt der Stadt das Geld. Der Komplettumbau des Marientorplatzes wird mit Kosten in Höhe von mindestens 15 Millionen Euro veranschlagt.
2016 wurde beschlossen, zunächst bis 2018 für 3 Millionen Euro die Brücke zu sanieren. Zudem soll für 2,5 Mio. Euro das „unfallträchtige Straßengeflecht unter der Brücke“, das Duisburgs verkehrsreichster innerstädtischen Knotenpunkt sei, optimiert werden.